# Hermann Moos
Hermann Karl Theodor Moos (* 9. April 1896 in Speyer; † 17. Januar 1950 in Heidelberg) war ein deutscher Schriftsteller, Komponist und Museumsleiter.

## Leben
Moos war ein Sohn des Brauereibesitzers Karl Heinrich Moos und dessen Ehefrau Emilie, geb. Gund. Nach dem Abitur studierte er ab 1915 Philosophie, ab Wintersemester 1916/17 Medizin, ab Sommersemester 1917 Rechts- und Volkswirtschaftslehre an der Eberhard Karls Universität Tübingen, wo er 1920 bei Franz Gutmann mit einer Arbeit über Das landwirtschaftliche Kredit- und Einkaufgenossenschaftswesen Württembergs im Krieg zum Dr. sc. pol. promoviert wurde. Von 1920 bis 1924 schließlich studierte Moos Musik, Volkskunde und Kunstgeschichte.
1920 wurde Moos Direktor in der Lederfabrik seiner Schwiegereltern (bis 1926) und betätigte sich nebenbei als Schriftsteller und Komponist. 1935 wurde er Leiter des Volkskundemuseums der Pfalz in Kaiserslautern (heute Theodor-Zink-Museum). Aus gesundheitlichen Gründen trat er im Frühjahr 1944 in den Ruhestand.
Er war mit Erika Moos (geb. Pirsch) verheiratet. Aus dieser Ehe gingen die vier Kinder Johanna Kögel, Ilse Rohnacher (1926–2016), Autorin und Mundartdichterin, Ursula Nix-Moos und Hans-Peter Moos (1931–1975), Jurist und erster Kanzler der Universität Mannheim hervor.

## Werke
- Der Birnbaum. Eine Musikantengeschichte (Ludwigshafen am Rhein 1943)
- Wetterleuchten am Rhein. Erzählung aus den Revolutionsjahren 1792–1794 (Ludwigshafen am Rhein 1943)
- Auf den Straßen der Welt. Reise-Abenteuer des Pfälzer Musikanten Edmund Leonhardt (Ludwigshafen am Rhein 1940)
- Die silberne Wolke. Novelle (Neustadt/Haardt 1940)
- Gesichter und Gelichter. 11 wunderliche Geschichten (Ludwigshafen am Rhein 1940)
- Der Birnbaum. Eine Musikantengeschichte (Neustadt/Haardt 1939)
- Köpfe, Schöpfe, Tröpfe. Unglaublich-unglaubhafte Geschichten aus der Pfalz und drumherum (Stuttgart 1939)